# Sylvia McNair
Sylvia McNair (Mansfield, 23 giugno 1956) è un soprano statunitense.

## Biografia
Nata nell'Ohio, ha iniziato gli studi vocali a Wheaton con Margarita Evans. Ha conseguito la laurea nel 1978 a Wheaton e successivamente un Master of Music con lode nel 1983 all'Indiana University (ora Jacobs School of Music), dove ha studiato canto con MacWatters Virginia, John Wustman e Virginia Zeani.
La McNair fatto il suo debutto professionale in concerto nel 1980 con la Indianapolis Symphony Orchestra. Il suo debutto operistico, nel 1982, è stato come Sandrina ne L'infedeltà delusa di Haydn con il Mostly Mozart Festival e sempre nel 1982 ha fatto la sua apparizione per il Metropolitan Opera National Council. È comparsa regolarmente al Teatro dell'Opera di Vienna, al Festival di Salisburgo, al Royal Opera House, Covent Garden, al Santa Fe Opera, al San Francisco Opera ed al Metropolitan Opera e si è esibita come solista con molte importanti orchestre europee ed americane.
Nel 1984 è Ophelia nella première nel Festspiele Schloß-Staatstheater di Schwetzingen di "Ophelia" di Rudolf Kelterborn.
Nel 1986 ha sposato Hal France dal quale in seguito ha divorziato.
Al Wiener Staatsoper è Susanna ne Le nozze di Figaro con Margaret Price nel 1988 e Pamina in Die Zauberflöte con Hermann Prey e Luciana Serra diretta da Nikolaus Harnoncourt nel 1989.
Al Royal Opera House di Londra è Ilia in Idomeneo (opera) nel 1989, Corinna ne Il viaggio a Reims con Montserrat Caballé e Renée Fleming nel 1992 e Susanna ne Le nozze di Figaro con Bryn Terfel nel 1994.
Al Glyndebourne Festival Opera è Anne in The Rake's Progress nel 1989 ed Ilia in Idomeneo (opera) nel 1991.
Nel 1990 nella Felsenreitschule di Salisburgo è Ilia nella ripresa di "Idomeneo, re di Creta ossia Ilio ed Idamante" di Wolfgang Amadeus Mozart diretta da Seiji Ozawa con Cheryl Studer ed Euridice nella ripresa di Orfeo ed Euridice (Gluck) diretta da John Eliot Gardiner.
Dalla fine del 1990, la McNair ha cantato a Broadway e musica jazz. In questi generi ha conseguito un notevole successo di critica e successo commerciale.
Nel 1991 è Ilia in Idomeneo (opera) all'Opéra National de Paris diretta da Chung Myung-whun.
Nel 1992 ha debuttato al Metropolitan Opera House di New York con Marzelline in Fidelio con Hildegard Behrens. Sempre al Met nel 1993 è Pamina in Die Zauberflöte diretta da James Levine, nel 1996 è Tytania in Sogno di una notte di mezza estate (opera) e nel 1999 Cleopatra in Giulio Cesare (Haendel) con Jennifer Larmore.
Al San Francisco Opera è Tytania in Sogno di una notte di mezza estate (opera) nel 1992 e Susanna ne Le nozze di Figaro con Bryn Terfel nel 1997.
Nel 1994 canta nella Sinfonia n. 4 (Mahler) al Teatro alla Scala di Milano diretta da Seiji Ozawa trasmessa da Retequattro.
Nel 1995 è Rosina in The Ghosts of Versailles di John Corigliano all'Opera di Chicago.
Nel 1999 tiene un recital al San Diego Opera.
Nel 2006 le è stato diagnosticato un cancro al seno.

## CD parziale
- Music Of Samuel Barber - Atlanta Symphony Orchestra/Sylvia McNair/Yoel Levi, 1992 Telarc
- Berlioz, Béatrice et Bénédict - Jean-Luc Viala/John Nelson/Orchestre de l'Opéra National de Lyon/Susan Graham/Sylvia McNair, 1992 Erato
- Brahms: Symphonies Nos. 1-4, Overtures, Ein deutsches Requiem - Håkan Hagegård/Kurt Masur/New York Philharmonic/Sylvia McNair, 1992 Teldec
- Britten, Sogno di una notte di mezza estate - Davis/Asawa/McNair/Ferguson, 1995 Decca
- Fauré, Requiem/Pelléas/Pavane/Fantasia op.79 - Marriner/McNair/Allen/ASMF, 1975/1993 Decca
- Gluck, Orfeo ed Euridice - Gardiner/McNair/Sieden/Ragin, 1991 Decca
- Haendel, Messia - Marriner/McNair/Otter/Chance, Philips
- Handel, Semele - English Chamber Orchestra/Nelson/Battle/Horne/Ramey, 1993 Deutsche Grammophon - Grammy Award for Best Opera Recording 1994
- Mahler, Symphony No. 2 - Ernst Senff Chor/Berliner Philharmoniker/Sylvia McNair/Jard van Nes/Bernard Haitink, 1994 Decca
- Mahler, Symphonies Nos. 4 & 5 - Berliner Philharmoniker/Bernard Haitink/Sylvia McNair, 2004 Philips
- Mahler, Sinf. n. 8 - Abbado/Studer/McNair/Otter, 1994 Deutsche Grammophon
- Mozart, Idomeneo - Gardiner/Rolfe J./Otter/McNair, 1990 Archiv Produktion
- Mozart, Nozze di Figaro - Abbado/McNair/Studer/Bartoli, 1994 Deutsche Grammophon
- Mozart, Requiem/Ave Verum - Marriner/McNair/Lloyd/Araiza, 1989/1992 Decca
- Purcell, The Fairy Queen - Anthony Michaels-Moore/Arnold Schönberg Chor/Barbara Bonney/Concentus Musicus Wien/Elisabeth von Magnus/Laurence Dale/Nikolaus Harnoncourt/Robert Holl/Sylvia McNair, 1995 Teldec
- Sylvia McNair: The Echoing Air - The Music of Henry Purcell - Christopher Hogwood/The Academy of Ancient Music, 1995 Polygram Records - Grammy Award for Best Classical Vocal Solo 1996
- Rachmaninoff: Symphony No. 2 - Vocalise - Baltimore Symphony Orchestra/David Zinman/Sylvia McNair, 1992 Telarc
- Romance: a Collection of Latin Love Songs - Sylvia McNair, 2012 The Trustees of Indiana University
- Come Rain Or Come Shine: The Harold Arlen Songbook - David Finck/Sylvia McNair/Andre Previn, 1996 Philips
- Sure Thing: The Jerome Kern Songbook Sure Thing: The Jerome Kern Songbook - Sylvia McNair/Andre Previn, 1994 Philips
- Sylvia Mcnair: A Portrait - 1996 Philips